# بيارة (مزرعة)

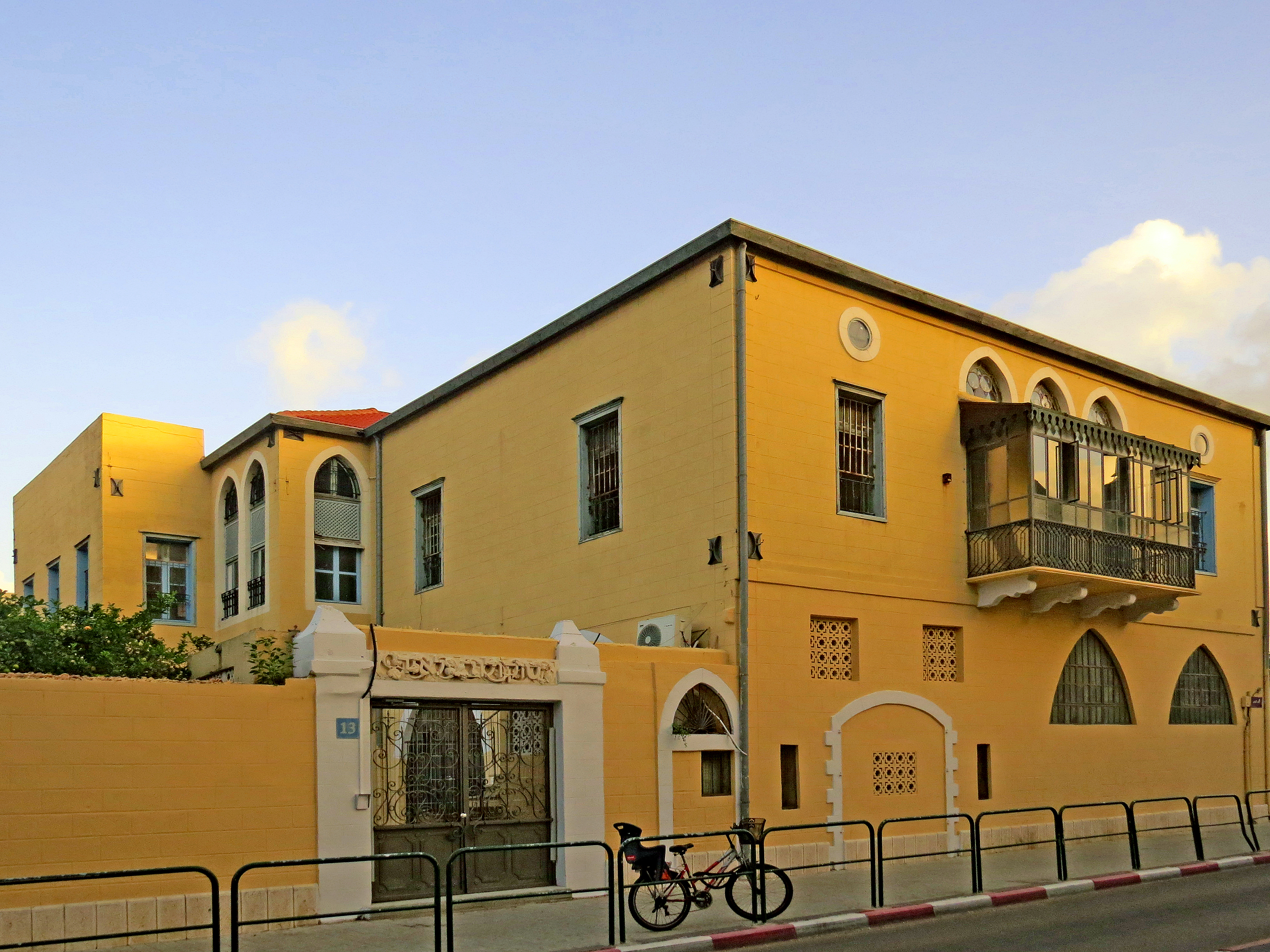
بيت عربي، في يافا

بيوت الآبار أو البيارات عبارة عن مبانٍ حول البئر، كانت دواعم للمزارع أُنشئَت بالقرب من بساتين البرتقال في فلسطين في منتصف القرن التاسع عشر، وفي بعض المناطق الزراعية، مثل القطيف. وقد تطورت لتصبح مجمع يضم بئرًا وحوضًا لتخزين المياه ونظام ضخ وقنوات ري.

## التاريخ
كانت البيارات جزءًا لا يتجزأ من ثقافة بساتين الحمضيات في يافا وساهمت في نمو المدينة. كان كل منزل في الواقع عبارة عن مجمع يحتوي على أماكن إقامة لعمال البستان، وبئر مياه، وخزان، ونظام ري. كما قد قام أفراد الطبقة العليا في يافا وقتئذٍ بتحويل عدد منها إلى قصور فاخرة ومنازل صيفية.
ومع نمو المزارع خارج أسوار يافا، بنى المزارعون منازل هناك، وكانت عادةً عبارة عن مباني من طابق واحد. وفي وقت لاحق، أُضِيف طابق ثاني، وفي بعض الأحيان بُنيَت وحدات سكنية منفصلة للعمال.

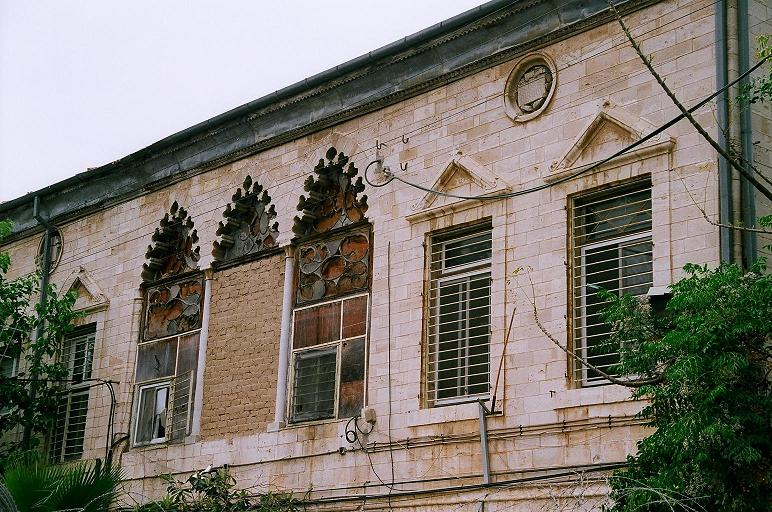
بيت البئر في أحد البيوت العربية المنهوبة تل أبيب

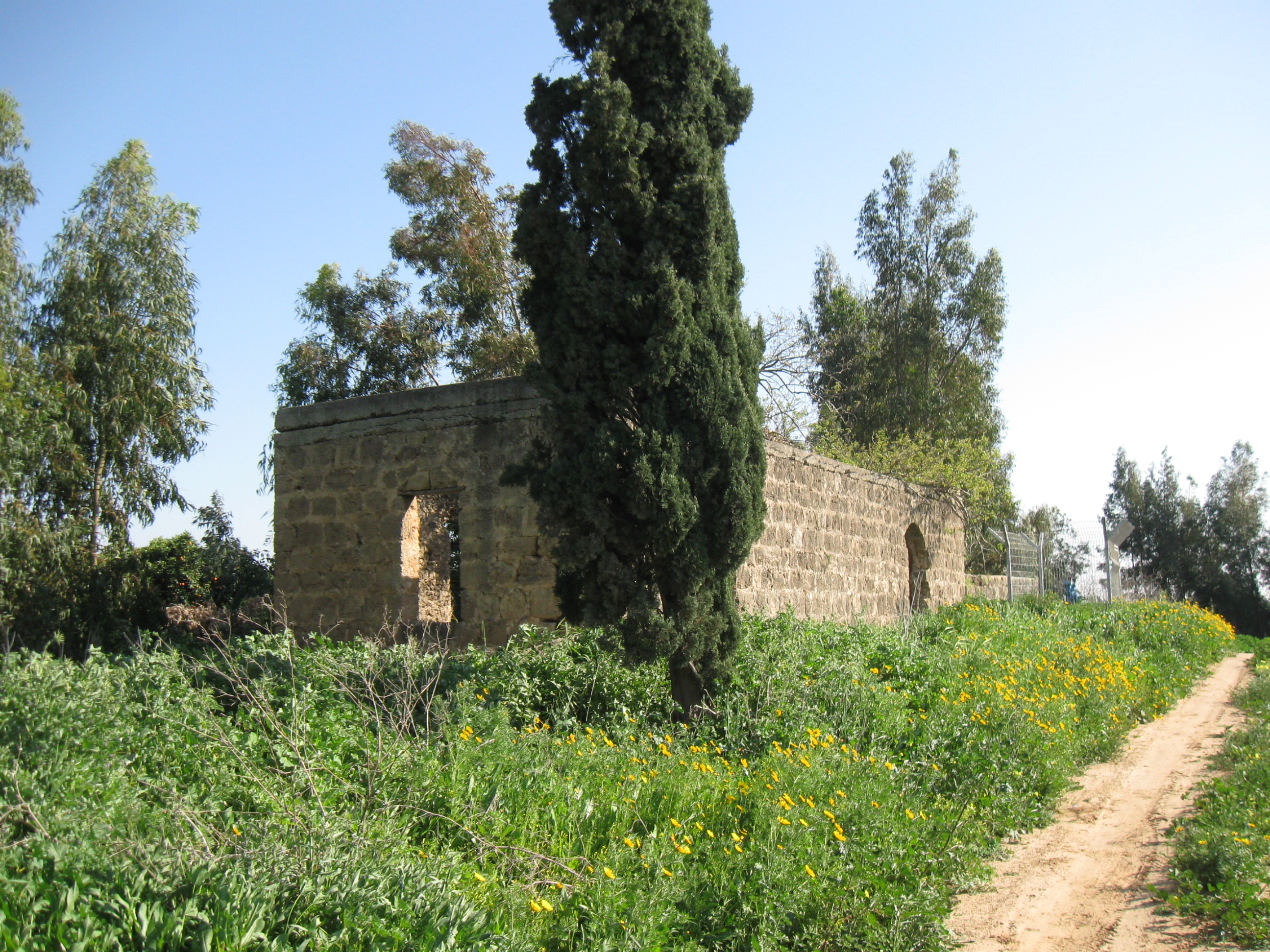
بيت بئر مهجور بعد النكبة الفلسطينية، بالقرب من مزرعة بني صهيون

ضُخَّت مياه الآبار عبر مجموعتين من العجلات، أفقية ورأسية، وكانت تُحركها الجمال أو البغال. وفي وقت لاحق، أُنشئَت أنظمة حديثة تعتمد على محرك يعمل بالديزل. وأُنشئَ حوض تخزين بالقرب من البئر، فأصبح تدفق المياه إلى القنوات لري البساتين، عبر الجاذبية. وقد نقل اليافيون بعض الآبار إلى السبل التي أُنشئَت خارج الأسوار.

## طالع أيضًا
- برتقال يافا